# Wschód jest czerwony
Wschód jest czerwony (chiń. upr. 东方红; chiń. trad. 東方紅; pinyin Dōngfāng Hóng) – pieśń, która w okresie rewolucji kulturalnej pełniła de facto rolę hymnu ChRL. Za autora słów uważany jest wieśniak z prowincji Shaanxi - Li Youyuan (李有源), który doznał natchnienia oglądając wschodzące słońce i ułożył nowe słowa do melodii ludowej Jadąc na białym koniu (骑白马). Miało to się stać w latach 40., kiedy komunistyczna partyzantka prowadziła walki z Japończykami. Słowa pieśni opublikowano w 1944 r. w „Dzienniku Yan’anu” (延安日报), wydawanym w Yan’anie, bazie komunistów.
Pieśń, obok Małej czerwonej książeczki, jest przejawem kultu jednostki, jakim otaczano Mao Zedonga w czasie rewolucji kulturalnej. Była wówczas nadawana codziennie rano przez wszechobecne megafony, śpiewali ją uczniowie i studenci przed rozpoczęciem zajęć. Oficjalny hymn ChRL, Marsz ochotników, nie był w tym czasie wykonywany, a jego autor, Tian Han przebywał w areszcie.
„Wschód jest czerwony” to również tytuł widowiska z 1965 roku.
Tytuł piosenki to jednocześnie nazwa pierwszego chińskiego sputnika (Dong Fang Hong 1) oraz marka samochodu.

## Słowa
| tekst chiński | transkrypcja (hanyu pinyin) | tłumaczenie polskie | tłumaczenie angielskie |
| --- | --- | --- | --- |
| 东方红，太阳升， 中国出了个毛泽东。 他为人民谋幸福， 呼尔嗨哟，他是人民大救星！ 毛主席，爱人民， 他是我们的带路人， 为了建设新中国， 呼尔嗨哟，领导我们向前进！ 共产党，像太阳， 照到哪里哪里亮。 哪里有了共产党， 呼尔嗨哟，哪里人民得解放！ | Dōngfāng hóng, tàiyáng shēng, Zhōngguó chūle ge Máo Zédōng, Tā wèi rénmín móu xìngfú, Hū ěr hei yo, tā shì rénmín dà jiù xīng! Máo zhǔxí ài rénmín, Tā shì wǒmén de dài lù rén Wèile jiànshè xīn Zhōngguó, Hū ěr hei yo, lǐngdǎo wǒmén xiàng qiánjìn! Gòngchǎndǎng xiàng tàiyáng, Zhào dào nǎlǐ nǎlǐ liàng, Nǎlǐ yǒule Gòngchǎndǎng, Hū ěr hei yo, nǎlǐ rénmín dé jiěfàng! | Wschód jest czerwony, wschodzi słońce, W Chinach urodził się Mao Zedong. On planuje szczęście ludu, Hu er hei yo, On jest wielką gwiazdą zbawienia ludu. Przewodniczący Mao kocha lud, On jest naszym przewodnikiem. Ku budowie nowych Chin, Hu er hei yo, [On] prowadzi nas naprzód. Partia komunistyczna jest jak słońce, Tam, gdzie dociera, przynosi światło. Tam, gdzie się pojawi Partia Komunistyczna, Hu er hei yo, tam lud zostaje wyzwolony. | The east is red, the sun is rising. China has brought forth a Mao Zedong. He amasses fortune for the people, Hurrah, he is the people's great savior. Chairman Mao loves the people, He is our guide, To build a new China, Hurrah, he leads us forward! The Communist Party is like the sun, Wherever it shines, it is bright. Wherever there is a Communist Party, Hurrah, there the people are liberated! |